# Karl Vilhelm Hammer
Karl Vilhelm Hammer (født 12. juni 1860 i Moss, død 24. november 1927 i Oslo) var en norsk arkivar og publicist.

## Liv og gerning
Hammer blev student i 1881 og studerede nogle år retsvidenskab, men opgav universitetsstudierne for at gå over i journalistisk virksomhed. Fra 1887 var han medarbejder og til 1905 medejer i "Verdens Gang" , herunder i nogle år redaktionssekretær. I årene 1898—1902 var han generalsekretær i komiteen bag Norges deltagelse i Verdensudstillingen år 1900, der foregik i den franske hovedstad Paris. Som generalsekretær stod han bag redigeringen af værket "La Norvège à l'Exposition universelle de 1900 à Paris, Catalogue spécial" og stod også bag fortællingen "Norges deltagelse i verdensudstillingen i Paris 1900" (1904).
I Udenrigsdepartementet, hvor han blev ansat i foråret 1905, fik han i 1906 jobbet som 1. arkivar. Derudover var han konsulent i statsøkonomi og socialvidenskab i Nobel-instituttet i Oslo. I 1925 fratrådte Hammer sit embede som arkivar i Udenrigsdepartementet. 
Udover ovennævnte, står Hammer bag flere afhandlinger og andet skriftligt omhandlende socialøkonomi eller biografier. Dette er sket i blandt andet konversationsleksika, tidskrifter og pressen. Fra 1893 udarbejdede han årlige oversigter over den statsøkonomiske og socialvidenskabelige litteratur for udlandet, tidsskriftet "Statsøkonomisk tidsskrift". I "Norges Næringsliv - bind I" udgav han en historisk oversigt over Norges skibsfart.

## Privat
Privat var han gift med Valborg Frederikke Hammer.

## Udgivelser
- "Den offentlige, autoriserede usædelighed. Et sociologisk udkast" (1887),
- "Haandbog for Avislæsere" - sammen med L.A. Havstad (1903)
- "Social Retsudvikling" - udgivet i "Statsøkonomisk Tidsskrift" (1904)
- "Socialismen og dens løfter" (1907)